# PaK 38 de 5 cm
El PaK 38 (5 cm Panzerabwehrkanone 38 L/60) era un canó antitancs alemany de calibre 50 mm i va ser àmpliament utilitzat durant la Segona Guerra Mundial. Va ser desenvolupat l'any 1938 per Rheinmetall-Borsig AG com a successor del canó de 37 mm PaK 36, i va ser substituït pel de 75 mm PaK 40.

## Historial de servei
El PaK 38 va ser utilitzat per les forces armades de l'Alemanya nazi durant l'Operació Barbarossa l'abril de 1941. Aquest canó va destacar com una de les poques armes alemanyes capaces de penetrar el blindatge frontal del formidable tanc soviètic T-34 (de 45 mm de gruix). El canó també es va equipar amb els cartutxos anti-blindatge Panzergranate 40 amb un nucli de gran duresa de tungstè per intentar penetrar el blindatge del tanc pesant KV-1. Tot i que va ser substituït per canons més potents es va mantenir en servei actiu amb la Wehrmacht fins al final de la guerra.

## Enllaços externs

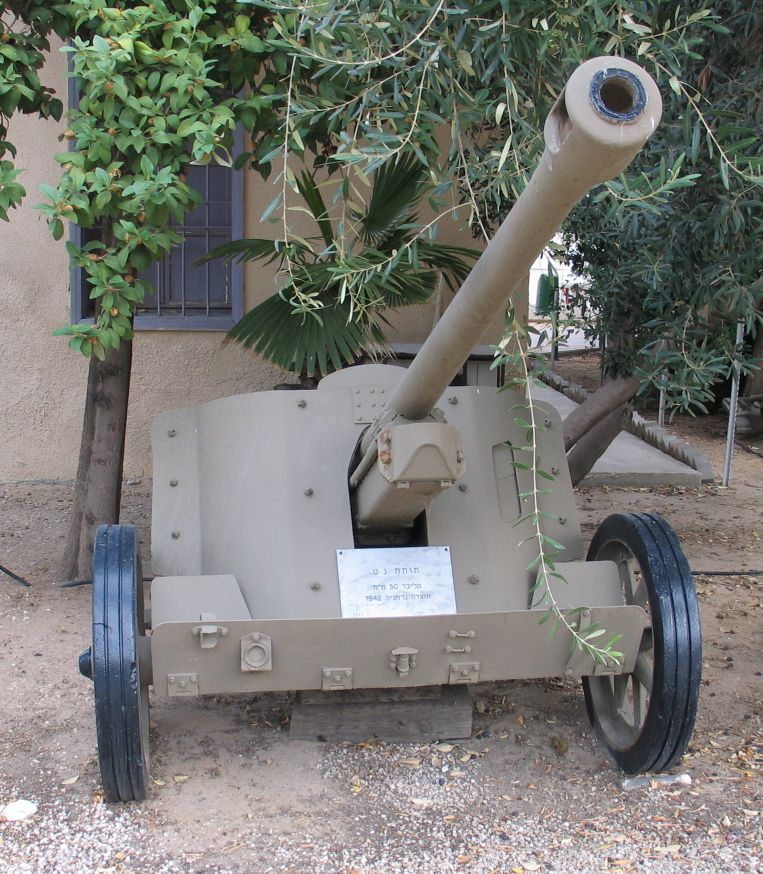
Canó antitancs de calibre 5 cm PaK 38